# Jorge Gómez de Parada
Jorge Gómez de Parada y Buch fue un futbolista mexicano. Nació en la Ciudad de México hacia 1885, fue el tercer hijo de Jorge Gómez de Parada y Villamil quien nació en la Ciudad de México en 1851, y de Concepción Buch y Echeverría, sus hermanos fueron Teresa, Dolores, Agustín, Javiera, Margarita y Miguel.

## Carrera futbolística
Debutó el 11 de octubre de 1903 a los 18 años de edad en un partido del Reforma Athletic Club jugando como interior en un partido amistoso. Fue campeón de goleo en la Temporada 1908-1909, campeón de liga y de la Copa Tower. 
Gómez Parada fue fundador del Club San Pedro de los Pinos en 1910, club de donde más adelante saldría el Club de Fútbol México en donde sería jugador y entrenador, llegando a ser nuevamente campeón de goleo individual y campeón de liga en la temporada 1912-13. Se retiró en 1920. 
Durante su estancia en Europa practicó diversos deportes contendiendo con personajes de la realeza y otros de alto rango. En la década de 1920s fue jugador de frontenis, polo y también fue miembro del Comité Olímpico Internacional de 1924 a 1927.
(Estos hallazgos fueron dados a conocer por el investigador Armando Barceló Flores, el 9 de diciembre de 2009 en un reportaje de TV en el canal de cable Televisa Deportes Network)

## Vida privada
Estudió en Beaumont College, Inglaterra entre 1898 y 1903, y en Stonyhurst College, Inglaterra, entre 1903 y 1905. Fue arquitecto de profesión y pasó muchos años en Londres. Gómez de Parada se casó con Dolores Rubín Escandón, a quien su madre le dio como regalo de bodas la Hacienda de Santa Catalina del Arenal, "La Condesa". Él con la ayuda del Arq. Mauricio de María y Campos son los responsables de remodelar el casco de la hacienda, dándole un toque con mucha influencia inglesa a la casa que estaba ubicada en la avenida que ahora se llama José Vasconcelos, antes Avenida Tacubaya. La casa es uno de los símbolos de la Colonia Condesa. La propiedad es vendida en 1942 y desde entonces sirve como sede de la Embajada de la Federación Rusa en México.
En la última parte de su vida residió en la ciudad de Guadalajara, Jalisco, su familia en cambio siguió en la Ciudad de México por lo que pasaba grandes temporadas en una ciudad y otra. Murió el 15 de enero de 1965 en su hacienda de Puruagua, Guanajuato en donde se hallaba atendiendo negocios particulares.

## Logros

### En equipo
- Liga Amateur del Distrito Federal (2): 1908-1909 y 1912-1913.
- Copa Tower (2): 1908-1909 y 1913-14.

### Individuales
- Campeón de goleo (2): 1908-1909 y 1912-1913.